# La tecnica Bukowski
La tecnica Bukowski è il sesto album in studio del gruppo musicale italiano Two Fingerz, pubblicato il 1º giugno 2015 dalla Sony Music.

## Il disco
La tecnica Bukowski contiene 13 brani, di cui alcuni hanno visto la partecipazione di vari artisti italiani. Tra questi sono presenti J-Ax (Uomo nero), Lorenzo Fragola (Matriosca), MadMan (B&W (contro la crisi)) e Dargen D'Amico (Neve).
L'album è stato distribuito anche in edizione deluxe, la quale include l'EP Danksy, originariamente pubblicato gratuitamente il 14 aprile 2015 attraverso il sito ufficiale del gruppo.

## Tracce
1. Uomo nero (feat. J Ax) – 3:55
2. Mentos e cola (feat. Shade) – 3:19
3. Neve (feat. Dargen D'Amico & Valentina Tioli) – 2:45
4. Bukowski – 3:27
5. Angeli – 3:26
6. Ho la hit (feat. Vacca) – 3:15
7. Plastic Man – 3:12
8. Fatto male – 3:29
9. Matriosca (feat. Lorenzo Fragola) – 3:35
10. B&W (contro la crisi) (feat. MadMan) – 3:09
11. Lolita – 2:42
12. Crash test (feat. Ilaria) – 4:01
13. Fino all'alba – 3:12

Danksy – CD bonus nell'edizione deluxe
1. Uno come Danti (Intro) (feat. Soldanti) – 4:11
2. Banksy – 3:07
3. Come i tamarri (feat. Raige) – 2:57
4. Il mondo che verrà (feat. Babaman & Datura) – 3:09
5. Con la bocca (feat. Rise) – 3:07
6. Babbi & baby squillo (feat. Shade) – 3:36
7. Hard-Monica (feat. Fred De Palma) – 3:57
8. Arrivano gli sbirri (feat. Shade) – 3:46
9. B&W (contro la crisi) (feat. Dargen D'Amico) – 3:26